# Микрорасборы
Микрорасборы (лат. Microrasbora) — род пресноводных лучепёрых рыб из семейства карповых. Небольшие рыбки (длиной не более 3,0 см), водятся в тропических водоёмах Азии (Китай, Мьянма).

## Классификация
На август 2017 года в род включают 2 вида:
- Microrasbora microphthalma Jiang, Chen & Yang, 2008
- Microrasbora rubescens Annandale, 1918 — Микрорасбора[1]